# Brahian Peña
Brahian Peña, né le 3 avril 1994, est un athlète suisse, d'origine dominicaine, spécialiste du 110 m haies.
Le 20 juillet 2013 à Rieti, il bat le record national junior en 13 s 31 pour remporter la médaille de bronze des Championnats d'Europe juniors, derrière Wilhem Belocian et Lorenzo Perini.
Le 27 mai 2017, il porte son record personnel sur les haies hautes à 13 s 73 à Weinheim.